# Armas de destrucción masiva en la República Popular China
La República Popular China ha desarrollado y posee armas de destrucción masiva, incluyendo armas químicas y nucleares. La Federación de Científicos Estadounidenses estima que China tiene un arsenal de unas 180 cabezas nucleares activas y 240 armas nucleares en total a partir de 2009, lo que haría el cuarto arsenal nuclear más grande entre los cinco principales estados poseedores de armas nucleares.
La primera prueba nuclear de China tuvo lugar en 1964 y la primera prueba de una bomba de hidrógeno ocurrió en 1967. Las pruebas continuaron hasta 1996, cuando firmó el Tratado de Prohibición Completa de los Ensayos Nucleares (CTBT). China se adhirió a la Convención sobre armas biológicas y tóxicas (BWC) en 1984 y ratificado la Convención sobre Armas Químicas (CAQ) en 1997.

## Armas químicas
China firmó la Convención sobre Armas Químicas (CAQ) el 13 de enero de 1993. La CAQ fue ratificada el 25 de abril de 1997. En la declaración oficial presentada a la OPAQ por el gobierno chino declaró que poseía un pequeño arsenal de armas químicas en el pasado pero que las destruyó antes de ratificar el Convenio. Ha declarado sólo dos instalaciones de producción química que pueden haber producido gas mostaza y Lewisita.
Se encontró que China suministró a Albania con un pequeño arsenal de armas químicas en la década de 1970 durante la Guerra Fría.

## Armas biológicas
En la actualidad China es signatario de la Convención sobre armas biológicas y los funcionarios chinos han afirmado que China nunca ha estado envuelto en actividades biológicas con aplicaciones ofensivas militares. Sin embargo, se informó que China pudo haber tenido un programa activo de armas biológicas en 1980.
Ken Alibek, antiguo director de uno de los programas soviéticos de guerra bacteriológica, dijo que China sufrió un grave accidente en una de sus plantas de armas biológicas a finales de 1980. Ken Alibek afirmó que reconocimientos satélitales soviéticos identificaron un laboratorio de armas biológicas cerca de un sitio para pruebas de ojivas nucleares. Los soviéticos sospecharon que dos epidemias de fiebre hemorrágica que se expandieron en la región a finales de 1980 fueron causadas por un accidente en un laboratorio donde los científicos chinos estaban armamentizando enfermedades virales.
La secretaria de Estado de Estados Unidos Madeleine Albright expresó sus preocupaciones sobre las posibles transferencias de armas biológicas chinas a Irán y otras naciones en una carta al senador Robert E. Bennett en enero de 1997. Albright declaró que había recibido informes sobre las transferencias de productos de doble uso de entidades chinas para el gobierno iraní lo que le preocupó y que los Estados Unidos alientarian a China a que adoptara un control integral de exportaciones para prevenir la asistencia en el programa de armas biológicas iraní. Los Estados Unidos actuaron sobre las acusaciones el 16 de enero de 2002, cuando impuso sanciones a tres empresas chinas acusadas de suministrar a Irán materiales utilizados para la fabricación de armas químicas y biológicas. En respuesta a esto, China emitió protocolos de control de exportaciones, en tecnología biológica de doble uso a finales del 2002.

## Armas nucleares
Historia de armas nucleares

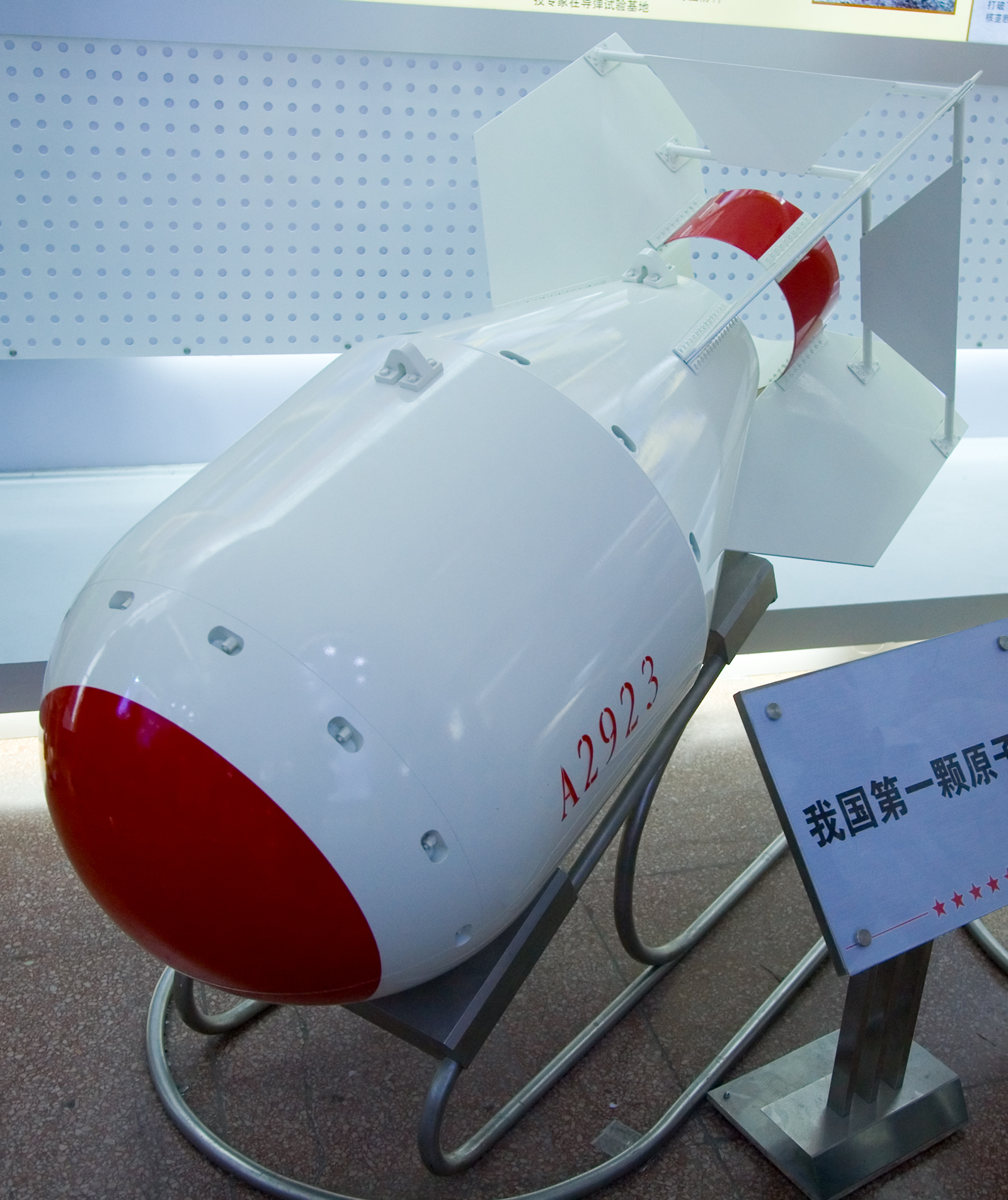
Maqueta de la primera bomba atómica de China.

Debido a una estricta discreción, es muy difícil determinar el tamaño exacto y la composición de las fuerzas nucleares de China. Varios informes desclasificados del gobierno de los EE. UU. dan estimaciones históricas. El sumario de defensa de 1984 por la Agencia de Inteligencia de la Defensa estima al arsenal nuclear de China como un conjunto de entre 150 y 160 cabezas nucleares. En 1993 un informe del Consejo de Seguridad Nacional de los Estados Unidos estimó que la fuerza de disuasión nuclear de China se basa de 60 a 70 misiles nucleares balísticos. El reporte: The Decades Ahead: 1999 - 2020 de la Agencia de Inteligencia de la Defensa estimó un inventario en 1999 de entre 140 y 157. En 2004, el Departamento de Defensa de EE. UU. consideró que China tiene unos 20 misiles balísticos intercontinentales capaces de apuntar a la Estados Unidos. En 2006, la estimación de la Agencia de Inteligencia de la Defensa de EE. UU. presentó a la Comisión de Servicios Armados que China tiene actualmente más de 100 ojivas nucleares.
La primera prueba de China de un dispositivo nuclear tuvo lugar el 16 de octubre de 1964, en el sitio de pruebas Lop Nor. El último ensayo nuclear de China fue el 29 de julio de 1996. De acuerdo con la Organización Australiana de Estudios Geológicos en Canberra, el rendimiento de la prueba de 1996 fue 1-5 kilotones. Esta fue la 22.ª prueba subterránea de China y la prueba 45.ª en general.
China ha hecho importantes mejoras en sus técnicas de miniaturización desde la década de 1980. Ha habido acusaciones, en particular por la Comisión Cox, de que esto se hizo principalmente por la adquisición encubierta del diseño de la ojiva nuclear W88 de Estados Unidos, así como la tecnología de guiado de misiles balísticos. Los científicos chinos han declarado que han hecho avances en estas áreas, pero insisten en que estos avances se hicieron sin el espionaje.
Aunque el número total de armas nucleares en el arsenal de China no se conoce, a partir de 2005 las estimaciones varían desde un mínimo de 80 hasta un máximo de 2000. En 2004, China declaró que "entre los estados poseedores de armas nucleares, China... posee el menor arsenal nuclear", lo que implica que China tiene menos de las 200 armas nucleares del Reino Unido. Varias fuentes no oficiales estiman que China cuenta con 400 ojivas nucleares. Las estimaciones de inteligencia de EE. UU. sugieren una fuerza nuclear mucho más pequeña que muchas organizaciones no gubernamentales.

## Política nuclear
China es uno de los cinco "estados nuclearmente armados" (NWS) en virtud del Tratado de No Proliferación Nuclear, que China ratificó en 1992. China es el único estado nuclearmente armado en dar una garantía de seguridad a los estados no poseedores de armas nucleares:
"China se compromete a no usar ni amenazar con usar armas nucleares a estados no poseedores de armas nucleares o zonas libres de armas nucleares, en cualquier momento y bajo ninguna circunstancia."
La política pública de China siempre ha sido una de "no ser el primero en usar", mientras que manteniendo un elemento de fuerza de disuasión de represalia dirigida a objetivos de contravalor.

## Libro Blanco 2005
En 2005, el ministro de Exteriores chino publicó un libro blanco afirmando que el Gobierno no sería el primero en utilizar armas nucleares en ningún momento y bajo ninguna circunstancia. Además, el documento llegó a afirmar que esta política de "no ser el primero en usar", se mantendría sin cambios en el futuro y que China no usaría ni amenazaría con usar armas nucleares contra cualquier estado no poseedor de armas nucleares o zonas libres de armas nucleares.

## Rangos de misiles

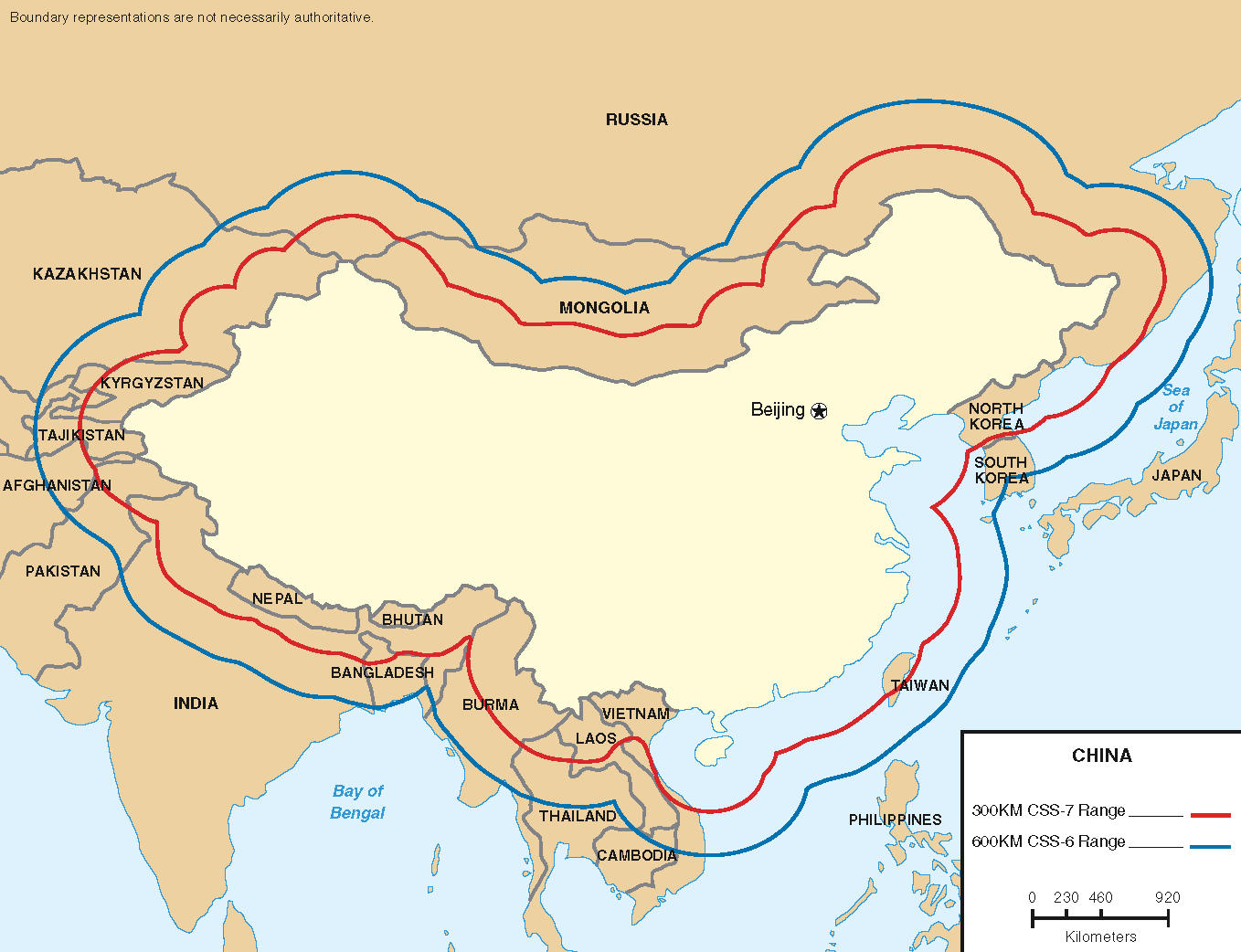
Rangos máximos de la fuerza convencional de los misiles balísticos de corto alcance de China. Nota: Actualmente, China es capaz de desplegar fuerzas de misiles balísticos para apoyar una variedad de contingencias regionales.
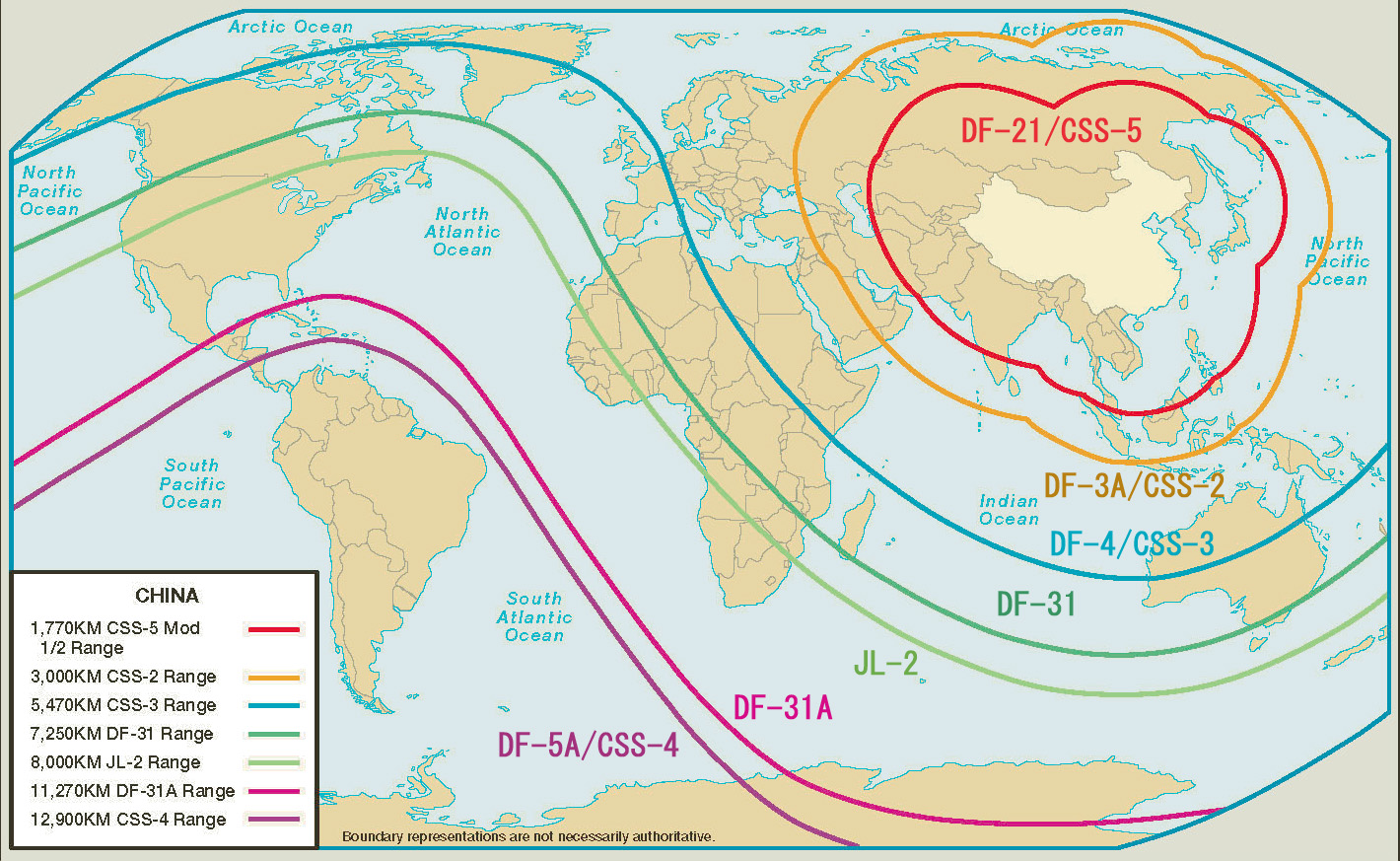
Misiles balísticos de alcance medio e Intercontinentales. Nota: Actualmente, China es capaz de orientar sus fuerzas nucleares en la región y en la mayor parte del mundo, incluyendo los Estados Unidos continentales. Los sistemas más nuevos, como el DF-31, DF-31A, y JL-2, dará a China una fuerza nuclear de más supervivencia..
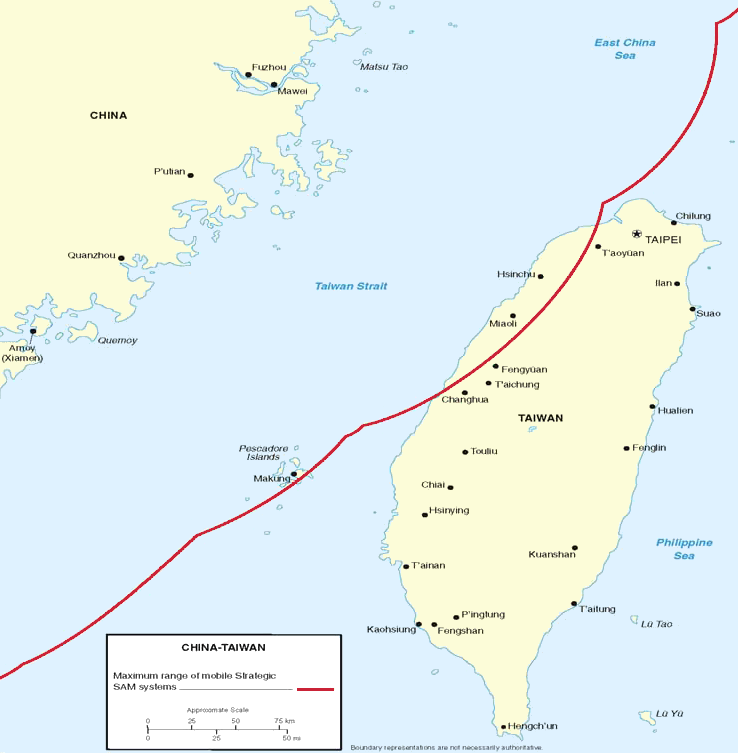
Misiles de cobertura superficie-Aire sobre el estrecho de Taiwán. Nota: Este mapa muestra la cobertura teórica proporcionada por los sistemas Chinos Almaz S-300, SA-20 SAM, así como el pronto a ser adquirido S-300PMU2. La cobertura real sería no-contigua y dependiente de lugares precisos de despliegue.